# Marie Nagy
Marie Nagy (Bogota (Colombia), 28 juli 1957) is een Belgisch politica voor DéFI, die voorheen politiek actief was voor Ecolo.

## Levensloop
Marie Nagy werd geboren in Colombia als dochter van een Hongaarse vader en een Colombiaanse moeder. Ze bracht er haar hele jeugd door en verhuisde in 1974 op haar zeventiende naar Brussel om sociologie te studeren aan de UCL. In 1977 verwierf ze officieel de Belgische nationaliteit.
In 1980 behaalde Nagy haar licentiaatsdiploma in de sociologie. Ze begon haar professionele loopbaan bij het Centre Universitaire van Charleroi, waar ze verantwoordelijk was voor audiovisuele projecten. Nadien werd ze ambtenaar op het ministerie van sociale zaken, waar ze werkte op de studie- en de statistiekdienst. 
In 1982 sloot ze zich aan bij de partij Ecolo. Van maart 1988 tot augustus 1989 was Nagy federaal secretaris van de partij. Bij de Brusselse gewestverkiezingen van juni 1989 werd ze lijsttrekker voor haar partij en werd ze verkozen in het Brussels Hoofdstedelijk Parlement, waar ze tot aan de verkiezingen van 1999 bleef zetelen en de hele tijd fractievoorzitter was voor haar partij. In het Brusselse parlement legde Nagy zich toe op stedenbouw, ruimtelijke ordening, leefmilieu en mobiliteit en zetelde ze van 1989 tot 1993 in de commissie Infrastructuur, Openbare Werken en Verkeerswezen en van 1993 tot 1999 in de commissie Ruimtelijke Ordening, Grondbeleid en Huisvesting. Daarnaast zetelde Nagy van 1995 tot 1999 in het Parlement van de Franse Gemeenschap, waar ze zich bezighield met cultuur, audiovisuele zaken, media en bioscopen en ondervoorzitter was van desbetreffende commissie. 
Van 1999 tot 2003 zetelde Nagy als rechtstreeks verkozen senator in de Senaat, waar ze eveneens fractievoorzitter was voor haar partij. Ze zetelde er in de commissie Binnenlandse Aangelegenheden en diende een wetsvoorstel in om het migrantenstemrecht in te voeren. Ook ijverde ze voor de regularisatie van mensen zonder papieren en volgde ze de hervorming van de politiediensten op. Tevens was ze mede-indiener van een wetsvoorstel om euthanasie uit het strafrecht te halen en nam ze actief deel aan de debatten over deze materie. Daarnaast volgde ze de situatie in Colombia op de voet en wees ze de regering op de gevaarlijke politieke situatie in het land en nam de zaak-Íngrid Betancourt, die was ontvoerd door rebellen van de FARC, ter harte. Vanaf 2001 was ze eveneens plaatsvervangend lid van de Conventie over de Toekomst van Europa, in die hoedanigheid besteedde ze aandacht aan sociale thema's en garanties voor veiligheid en vrijheid.
Vervolgens was Nagy van 2003 tot 2007 lid van de Kamer van volksvertegenwoordigers voor de kieskring Brussel-Halle-Vilvoorde. Ze legde er zich toe op justitie, binnenlandse zaken en infrastructuur. Daarnaast richtte ze zich op gelijke rechten, leefmilieu, toegang tot justitie, de strijd tegen rechts-extremisme en geluidsoverlast door vliegtuigen. 
In oktober 2006 werd ze verkozen tot gemeenteraadslid van Brussel, waar ze fractieleider werd van Ecolo-Groen. Bij de gemeenteraadsverkiezingen van oktober 2012 werd ze herkozen. 
Van 2009 tot 2014 zetelde Nagy opnieuw in het Brussels Hoofdstedelijk Parlement. Ze werd er, naast lid van de commissie Huisvesting en Stadsvernieuwing, voorzitter van de commissie Ruimtelijke Ordening, Stedenbouw en Grondbeleid en kon zo wegen op de debatten over de toekomst van grote projecten in het Brusselse gewest. Daarnaast zetelde ze van juni tot september 2009 in het Parlement van de Franse Gemeenschap, waar ze tweede ondervoorzitter was. In dezelfde periode had ze als gemeenschapssenator zitting in de Senaat, waar ze ditmaal lid was van de commissie Buitenlandse Betrekkingen en Landsverdediging.
In maart 2017 bekritiseerde Marie Nagy openlijk de communautaristische koers die Ecolo voer jegens de Brusselse moslimbevolking, hetgeen volgens haar leidde tot een terugkeer van religieuze invloed in de publieke ruimte, en ijverde ze voor een resolute verdediging van de neutraliteit van de staat en de scheiding tussen kerk en staat. De lokale Ecolo-Groen-afdeling van Brussel bestempelde haar uitspraken als islamofoob en ontnam haar daarom het fractieleiderschap in de Brusselse gemeenteraad. In mei 2017 werd ze daarenboven zes maanden geschorst als lid van de lokale afdeling en kreeg ze geen plaats meer op de lijst voor de gemeenteraadsverkiezingen van oktober 2018, hetgeen haar een maand later deed besluiten om uit Ecolo te stappen.
In oktober 2017 stapte ze over naar de links-liberale DéFI, die haar visie op de neutraliteit van de staat deelde. Bij de gemeenteraadsverkiezingen van oktober 2018 werd ze vanop de DéFI-lijst herkozen als gemeenteraadslid van Brussel, hetgeen ze uiteindelijk bleef tot in december 2024. In mei 2019 werd Nagy voor de partij opnieuw verkozen in het Brussels Hoofdstedelijk Parlement, waar zij zich opnieuw ging bezighouden met mobiliteit en stedenbouw en zitting had in de commissies Territoriale Ontwikkeling (2019-2024) en Leefmilieu en Energie (2019-2023). Ze zetelde tot aan de Brusselse gewestverkiezingen van juni 2024 en was toen geen kandidaat meer.